# Дадзай Осаму
Дадзай Осаму (яп. 太宰治, також Дазай Осаму; нар.19 червня 1909, Аоморі — пом. 13 червня 1948, Токіо) — японський письменник, один із провідних авторів Японії XX ст. Найвідоміші його твори: «Біжи, Мелосе!» (1940), «Західне сонце» (1946) та «Крах людини» (1948). Справжнє ім'я — Цусіма Сюдзі.

## Біографія

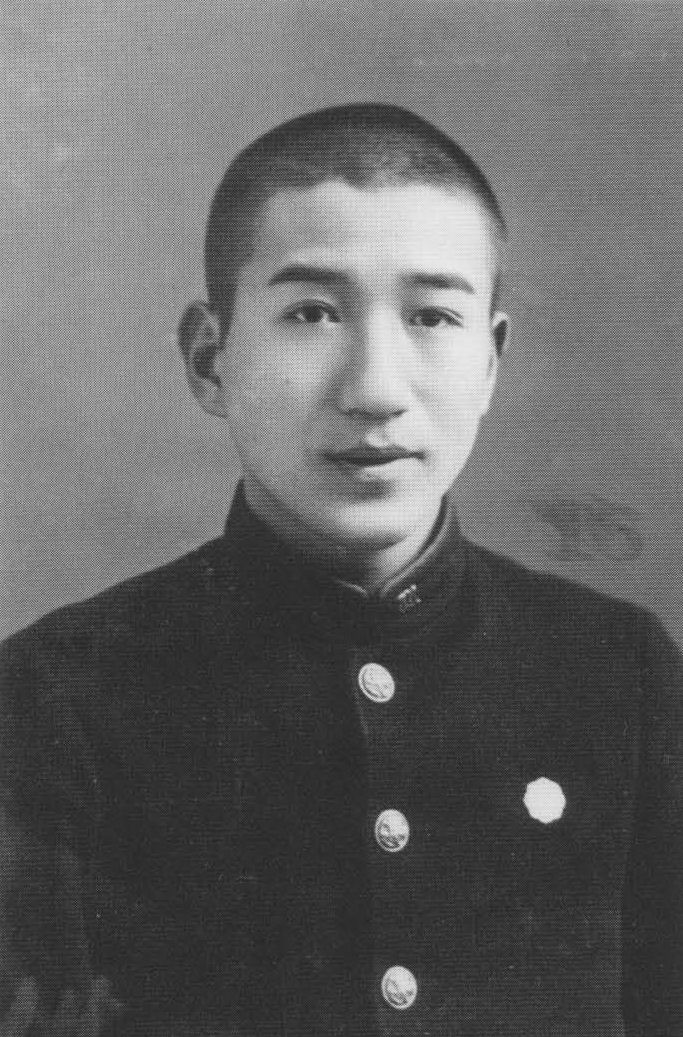
Цусіма Сюдзі, 1924 р.

Цусіма Сюдзі народився у родині багатого землевласника у Канагі, префектура Аоморі. Його батько, Цусіма Генемон, завдяки шанованості сім'ї здобув політичний вплив і дістав запрошення до верхньої палати імперського парламенту Японії. Матір Сюдзі мала хронічні захворювання, тому вихованням хлопчика займалися в основному слуги.
У 1923 Цусіма відвідував Старшу середню школу Аоморі. У 1927 вступив на філологічне відділення Хіросацького університету. Цусіма редагував серію студентських публікацій і презентував деякі зі своїх перших творів. Разом із друзями видавав власний журнал, а згодом став членом команди університетської газети. Його письменницькому успіху прийшов кінець, коли у 1927 році його кумир, письменник Акутаґава Рюноске, вчинив самогубство. Цусіма став нехтувати навчанням, а більшість своїх коштів став витрачати на одяг, алкоголь і повій, а також почав цікавитись марксизмом, що був на той час заборонений урядом. 10 грудня 1929 року здійснив свою першу невдалу спробу самогубства.
У 1930 Цусіма поступає на факультет французької літератури Токійського університету, але досить швидко перестав учитись знову. У жовтні 1930 року він заводить роман із гейшею Беніко (справжнє ім'я — Ояма Хацуйо), через що виникає скандал, який призводить до офіційного розриву Сюдзі з родиною. На дев'ятий день по вигнанню письменник разом із 19-річною офіціанткою бару Ґіндзи, Танабе Шімеко, намагається втопитися на пляжі у Камакурі. Дівчина гине, а Цусіму рятує риболовецький човен. Цусіму звинуватили у причетності до смерті дівчини, але, аби попередити розслідування, втрутилася, шокована цими подіями, родина письменника. У грудні Цусіма одружився з Хацуйо.
Незабаром після цього Цусіму заарештували за участь у забороненій Комуністичній партії. Втрутився його старший брат і звинувачення були зняті.

### Рання творчість

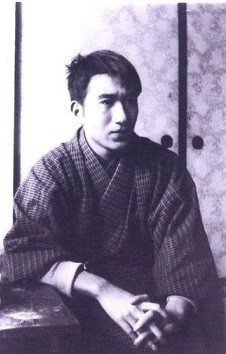
Цушіма Шюджі у 1928 р.

Допомога та зв'язки відомого письменника Ібусе Масудзі дозволили Цусімі публікувати свої твори.
У лютому 1933 року в одній із токійських газет опубліковано оповідання «Поїзд», де він уперше використав псевдонім Осаму Дадзай. Невдовзі журнал «Тюлень» починає публікувати його оповідання та першу повість «Спогади». Через незавершене навчання його не беруть на роботу у газету. Після завершення збірки «Останні роки», 19 березня 1935 року Дадзай намагається повіситись.
Менше ніж через три тижні його госпіталізують із гострим апендицитом. Через перитоніт Дадзай починає вживати знеболювальні на основі морфіну, які викликають у нього залежність. Наступний рік став досить плідним для письменника, проте завзята робота завжди була підкріплена наркотиками. У жовтні 1936 року він лягає у психіатричний заклад, де протягом місяця лікується від залежності. Вийшов з лікарні Дадзай у стані глибокої депресії. Дізнавшись про зраду дружини, він знову робить спробу самогубства. Зрештою вони розлучаються. Вже у 1938 році Дадзай переживає новий творчий підйом, а також одружується з вчителькою Ісіхара Мітіко. У червні 1941 року народилась їхня перша донька, Соноко. Починається один із найстабільніших періодів творчості Дадзая. У 30-х і 40-х роках Дадзай пише ряд автобіографічних оповідань і романів.

### Воєнні роки

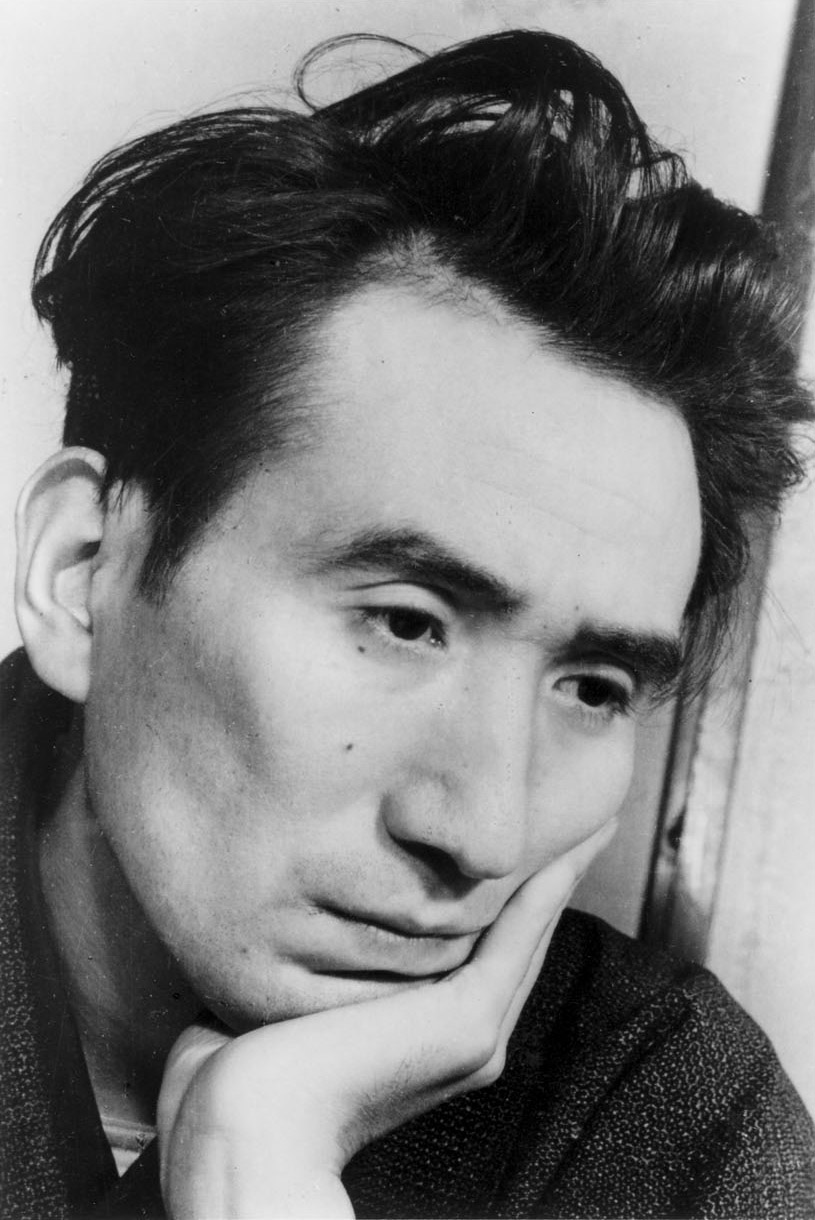
Дадзай у 40-і роки

Японія вступає у війну, але Дадзая звільняють від служби у зв'язку зі хронічною хворобою легень. Цензори стають прихильніші до дивних робіт письменника і, опублікувавши кілька робіт, він залишається одним із небагатьох доступних у ті роки авторів.
Ряд історій, опублікованих під час Другої світової, є перекази творів Іхара Сайкаку. До його робіт воєнного часу належать «Правий міністр Санетомо» (1943), «Цуґару» (1944), «Скринька Пандори» (1945–46), «Казки» (1945) та інші.
Його будинок був двічі спалений під час американських нальотів. З Мітаки він разом із сім'єю (у 1944 у Дадзая народився син Масакі) перебирається у рідне для Мітіко місто Кофу. Але під час бомбардування 6–7 липня їх будинок згоряє і вони змушені переїздити у Канагі, де зустрічають новину про капітуляцію Японії. 30 травня 1947 році у сім'ї народжується третя дитина, донька Сатоко, яка пізніше стане відомою письменницею під псевдонімом Юко Цусіма.

### Післявоєнний період
У післявоєнні роки його творчість набула найбільшої популярності. У цей час після повернення у Токіо письменник бореться з апатією і зрештою повертається до повноцінної літературної діяльності. Аморальне життя післявоєнного Токіо Дадзай зобразив у «Дружині Війона» (1947).
У липні 1947 року публікується найвідоміша робота Дадзая, символ занепаду аристократичних сімей, повість «Сонце на заході». Твір став надзвичайно популярним серед читачів і приніс автору справжню славу. Повість базується на щоденниках його фанатки Шизуко Ота (у 1947 році вона народила від Осаму Дадзая доньку, Окада Харуко, яка у майбутньому також стала письменницею).
Дадзай багато п'є, веде недбалий спосіб життя, здоров'я письменника швидко погіршується: загострюється безсоння та хвороба легень. Він зустрічає вдову Ямадзакі Томіе, через яку покидає дружину та дітей. Тоді ж в Атамі Дадзай починає працювати над останнім своїм великим твором, повістю «Пропаща людина» (1948). «Пропаща людина» згодом стала класикою японської літератури та перекладається багатьма мовами. Повноцінної публікації «Пропащої людини» Дадзай так і не дочекався. Навесні 1948 року також з'являється оповідання «Вишні». В останні дні працює над оповіданням «Бувай», рукопис якого залишає на робочому столі перед тим як вчинити самогубство.

Жінки Дадзая Осаму
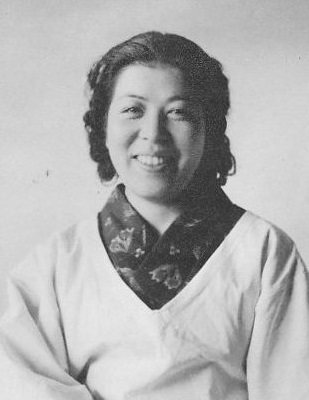
Ояма Хацуйо, 1944 р.
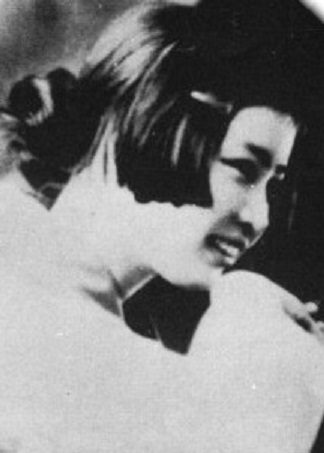
Танабе Шімеко, 1930 р.
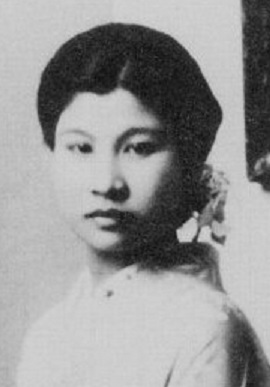
Ісіхара Мітіко
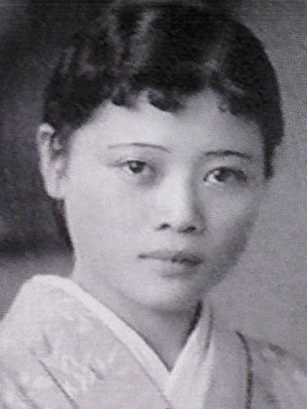
Шизуко Ота
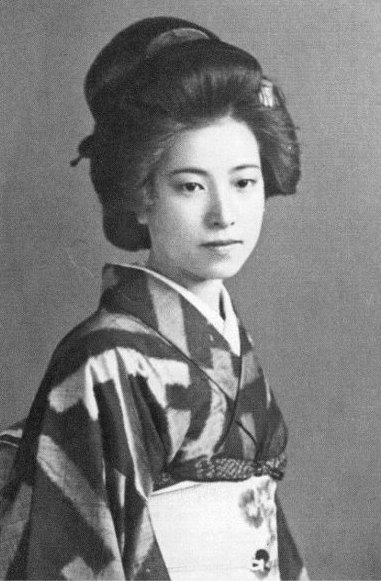
Ямадзакі Томіе

## Смерть

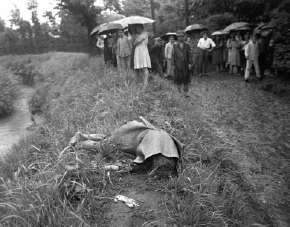
Знайдене тіло Дадзая, 1948 р.

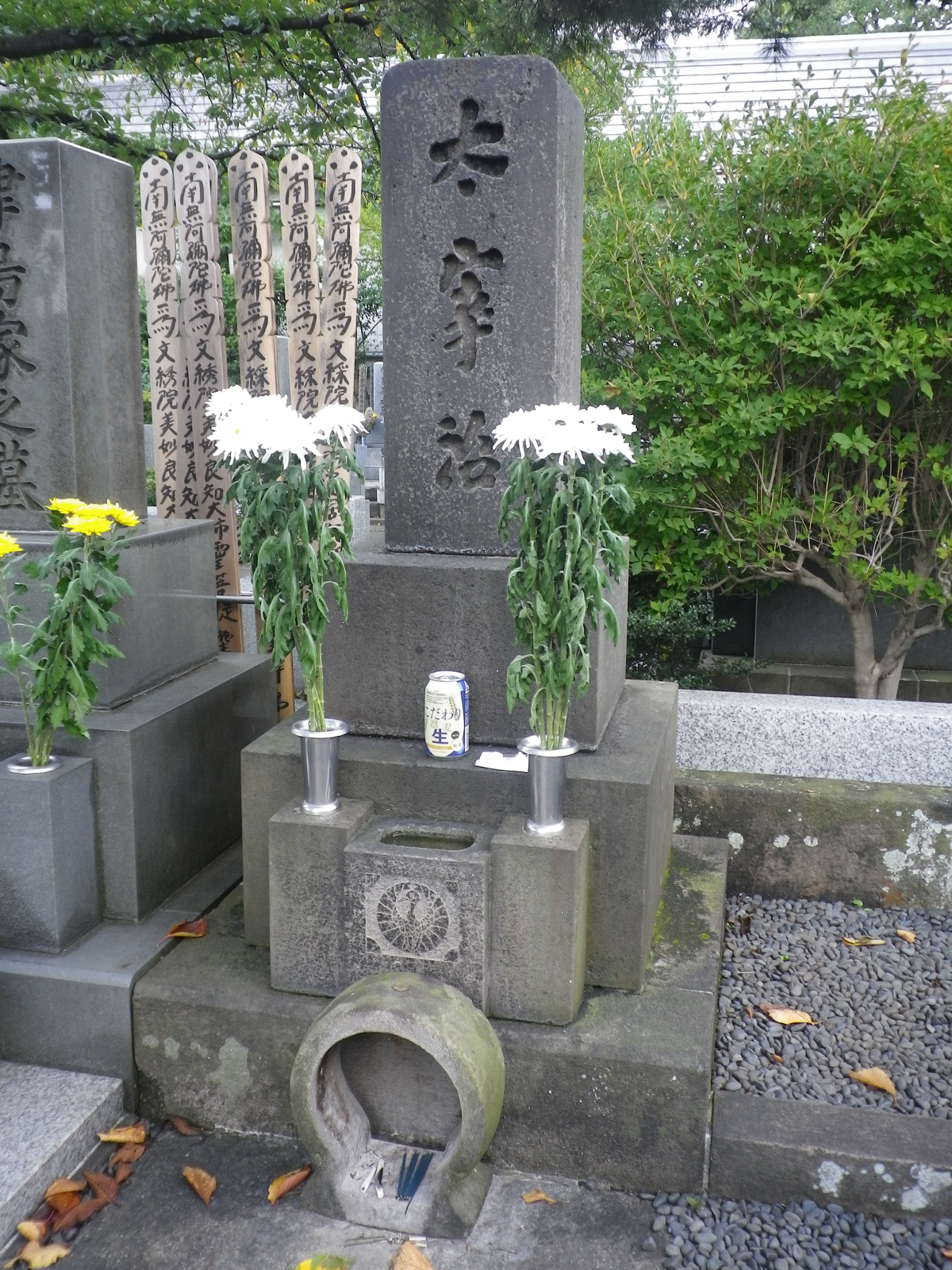
Могила Осаму Дадзая, Мітака, 2015 р.

13 червня 1948 року Дадзай Осаму та Ямадзакі Томіе втопились у водозбірнику Тамагава. Їхні тіла були знайдені 19 червня (на 39-й день народження Осаму). Похорон відбувся 21 червня. Поховано письменника у храмі Дзенрін-дзі міста Мітака.

## Вибрані твори
| Рік  | Японська назва                       | Англійська назва                           | Українська назва                    |
| ---- | ------------------------------------ | ------------------------------------------ | ----------------------------------- |
| 1933 | 思い出 Omoide                        | Memories                                   | «Спогади»                           |
| 1935 | 道化の華 Dōke no Hana                | Flowers of Buffoonery                      | «Квіти блазнювання»                 |
| 1936 | 虚構の春 Kyokō no Haru               | False Spring                               | «Фальшива весна»                    |
| 1936 | 晩年 Bannen                          | The Late Years                             | «Останні роки»                      |
| 1937 | 二十世紀旗手 Nijusseiki Kishu        | A standard-bearer of the twentieth century | «Прапороносець двадцятого століття» |
| 1939 | 富嶽百景 Fugaku Hyakkei              | One hundred views of Mount Fuji            | «Сто видів гори Фудзі»              |
| 1939 | 女生徒 Joseito                       | Schoolgirl                                 | «Школярка»                          |
| 1940 | 女の決闘 Onna no Kettō               | Women's Duel                               | «Жіноча дуель»                      |
| 1940 | 駈込み訴へ Kakekomi Uttae            | An urgent appeal                           |                                     |
| 1940 | 走れメロス Hashire Merosu            | Run, Melos!                                | Біжи, Мелос!                        |
| 1941 | 新ハムレット Shin-Hamuretto          | New Hamlet                                 | «Новий Гамлет»                      |
| 1942 | 正義と微笑 Seigi to Bisho            | Right and Smile                            | «Право і посмішка»                  |
| 1943 | 右大臣実朝 Udaijin Sanetomo          | Minister of the Right Sanetomo             | «Правий міністр Санетомо»           |
| 1944 | 津軽 Tsugaru                         | Tsugaru                                    | «Цуґару»                            |
| 1945 | パンドラの匣 Pandora no Hako         | Pandora's Box                              | «Скринька Пандори»                  |
| 1945 | 新釈諸国噺 Shinshaku Shokoku Banashi | A new version of countries' tales          |                                     |
| 1945 | 惜別 Sekibetsu                       | A farewell with regret                     |                                     |
| 1945 | お伽草紙 Otogizōshi                  | Fairy Tales                                | «Казки»                             |
| 1946 | 冬の花火 Fuyu no Hanabi              | Winter's firework                          | «Зимові феєрверки»                  |
| 1947 | ヴィヨンの妻 Viyon No Tsuma          | Villon's Wife                              | «Дружина Війона»                    |
| 1947 | 斜陽 Shayō                           | The Setting Sun                            | «Сонце на заході»                   |
| 1948 | 如是我聞 Nyozegamon                  | I heard it in this way                     |                                     |
| 1948 | 桜桃 Ōtō                             | A Cherry                                   | «Вишня»                             |
| 1948 | 人間失格 Ningen Shikkaku             | No Longer Human                            | «Пропаща людина»                    |
| 1948 | グッド・バイ Guddo-bai               | Good-Bye                                   | «Бувай»                             |

## Пам'ять

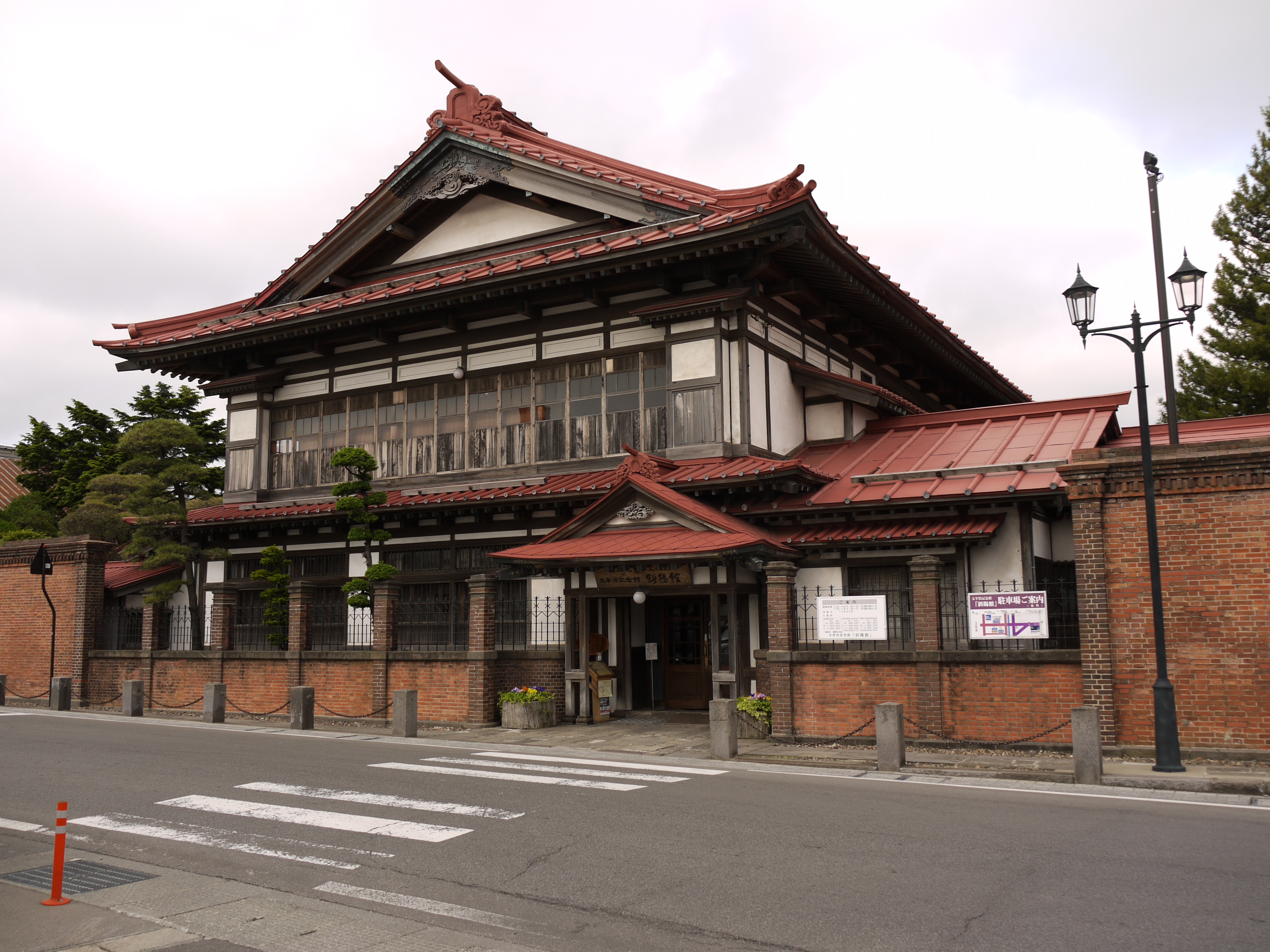
Меморіальний будинок Осаму Дадзая «Шяйокан», Канаґі

Щороку 19 червня у Японії відзначають день вшанування письменника, так званий день «Поминання вишень».
У будинку, побудованому батьком письменника у 1907 році, де він провів своє дитинство, розміщено Меморіальний музей Дадзая Осаму. Музей знаходиться у районі Канагі, місто Ґосьоґавара, префектура Аоморі.
У 1965 році заснована Премія ім. Дадзая Осаму. Вона вручається щорічно за видатне, раніше не публіковане оповідання невизнаному авторові, який отримує пам'ятний подарунок і грошову винагороду в розмірі 1 млн єн.

## У популярній культурі
- Один із персонажів манґи «Bungō Stray Dogs» названий ім'ям письменника.
- «Aoi Bungaku»[en] — аніме-адаптація шести класичних творів японської літератури, серед яких «Пропаща людина» (епізод 1–4) і «Біжи, Мелос!» (епізод 9–10).
- Повість «Сонце на заході» була екранізована у 2009 році.[11]

## Українські переклади
- Дадзай Осаму // Японська література: Хрестоматія. Том III (XIX-XX ст.) / Бондаренко І. П., Осадча Ю. В. — К. : Видавничий дім Дмитра Бураго, 2012. — Т. III. — С. 307–351. — ISBN 978-966-489-116-2.
- Осаму Дадзай. Біжи, Мелосе! / пер. Доріченко О. А. // Міжнародний науково-художній журнал COLLEGIUM 29-30. — Л. : Видавничий дім Дмитра Бураго, 2018. — С. 293–303. — ISSN 2522-4913.
- Осаму Дадзай. I can speak / пер. Доріченко О. А. // Міжнародний науково-художній журнал COLLEGIUM 29-30. — Л. : Видавничий дім Дмитра Бураго, 2018. — С. 293–303. — ISSN 2522-4913.
- Осаму Дадзай. Бракована людина; пер. з яп. А. Йожикова. — Київ: БІМБА, 20243. — 128 с. — ISBN 978-617-95344-2-3
- Осаму Дадзай. Крах людини. Пер. з японської Анастасія Скотар. — Київ: Морфеус, 2023. — 103 с.
- Осаму Дадзай. Надзахідне сонце. Повість і коротка проза. Пер. з японської Юлія Осадча Феррейра. — Київ: Сафран, 2025. — 208 с.